# Henry Cabot Lodge senior

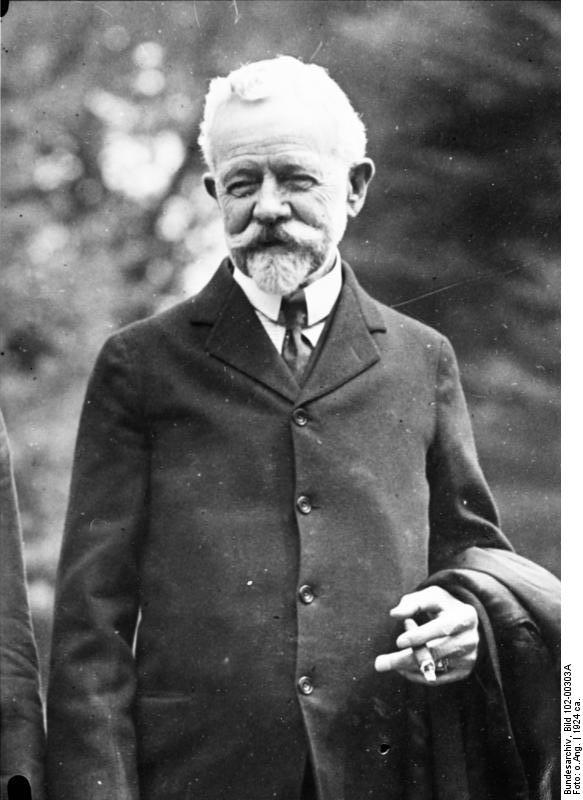
Henry Cabot Lodge

Henry Cabot Lodge Sr. (* 12. Mai 1850 in Boston, Massachusetts; † 9. November 1924 in Cambridge, Massachusetts) war ein US-amerikanischer Politiker, der den Bundesstaat Massachusetts in beiden Kammern des Kongresses vertrat. Er war der Urenkel von George Cabot (1752–1823), der zur Zeit der US-Unabhängigkeit bis ins frühe 19. Jahrhundert politisch aktiv gewesen war.

## Leben
Henry Cabot Lodge studierte an der Harvard University Politikwissenschaft und Jura und wurde 1875 als Rechtsanwalt zugelassen. Von 1876 bis 1879 lehrte er amerikanische Geschichte. Sein eigentliches Interesse galt aber der Politik und er trat in die Republikanische Partei ein. 1878 wurde er in die American Academy of Arts and Sciences und 1898 in die American Academy of Arts and Letters gewählt. Von 1880 bis 1881 gehörte er dem Repräsentantenhaus von Massachusetts an. Im Jahr 1887 wurde Lodge als Abgeordneter in das Repräsentantenhaus der Vereinigten Staaten gewählt. Von dort wechselte er 1893 in den US-Senat über und war dann bis zu seinem Tod 1924 Senator seines Heimatstaates. Von 1919 bis 1924 war Lodge außerdem als Chairmen of the Senate Republican Conference der erste, wenn auch inoffizielle, Mehrheitsführer der Republikaner und leitete die Republican National Convention 1920. Bekannt wurde er als republikanischer Wortführer gegen den Beitritt der Vereinigten Staaten zum Völkerbund. Diese von Präsident Woodrow Wilson vorgeschlagene Organisation wurde dann ohne US-Beteiligung gegründet. Darüber hinaus setzte sich Lodge für eine Reform der US-Marine und für ein neues strikteres Einwanderungsgesetz ein. Darüber hinaus galt er als "Vater des amerikanischen Expansionismus".
Am 29. Juni 1871 heiratete er Anna Cabot Mills Davis (1851–1915), eine Tochter von Admiral Charles Henry Davis. Aus dieser Ehe stammten drei Kinder: Constance Davis Lodge (1872–1948), George Cabot Lodge (1873–1909) und John Ellerton Lodge (1876–1942). Die Tochter Constance heiratete 1892 Augustus Peabody Gardner. George wurde ein bekannter US-amerikanischer Poet und war der Vater von Henry Cabot Lodge junior. Ironischerweise wurde der Enkel US-Botschafter bei den Vereinten Nationen, jener Organisation, die 1945 aus dem von seinem Großvater so bekämpften Völkerbund hervorgegangen war. Anna Lodges Schwester Evelyn war mit Brooks Adams verheiratet.
Lodge starb 1924 an einem Schlaganfall und wurde auf dem Mount Auburn Cemetery in Cambridge beigesetzt. Dort ruhen auch einige seiner Vorfahren und sein gleichnamiger Henry Cabot Lodge junior.

## Schriften
- Life and letters of George Cabot, Biographie, 1877.
- Ballads and Lyrics, Selected and Arranged by Henry Cabot Lodge, 1880.
- Alexander Hamilton, Biographie, 1882.
- Daniel Webster, Biographie, 1883.
- Short history of English colonies in America, New York 1883.
- Studies on history, 1884.
- Alexander Hamilton, 1887.
- George Washington, Biographie, 2 Bände, 1889.
- Boston, in der Reihe Historic Towns, 1891.
- Speeches, 1892.
- Historical and political essays, 1892.
- Hero tales from American history (gemeinsam mit Theodore Roosevelt), 1895.
- The story of the Revolution, 2 Bände, 1898.
- War with Spain, 1899.
- A Fighting Frigate, and Other Essays and Addresses, 1902.
- A Frontier Town and Other Essays, 1906.
- Speeches and Addresses: 1884–1909, 1909.
- The Best of the World's Classics, Restricted to Prose (gemeinsam mit Francis Whiting Halsey), 10 Bände, 1909.
- The History of Nations, 1910.
- Early Memories, 1913.
- The Democracy of the Constitution, and Other Addresses and Essays, 1915.
- Theodore Roosevelt, 1919.
- The Senate of the United States and other essays and addresses, historical and literary, 1921.
- The Senate and the League of Nations, 1925.
- Selections from the Correspondence of Theodore Roosevelt and Henry Cabot Lodge, 1884–1918, 2 Bände, 1925.